# Weingartia cylindrica
Weingartia cylindrica es una especie fanerógama perteneciente a la familia de las Cactaceae.

## Distribución
Es endémica de Cochabamba en Bolivia. Es una especie inusual en las colecciones.

## Descripción
Es una planta perenne carnosa, globosa de color verde armada de espinos  y  con las flores de color amarillo, blanco, rojo y púrpura.

## Sinonimia
- Sulcorebutia cylindrica
- Rebuta cylindrica